# Skáley
Skáley är en ö i republiken Island.   Den ligger i regionen Västlandet, i den västra delen av landet, 40 km norr om huvudstaden Reykjavík. Arean är 0,10 kvadratkilometer.
Terrängen på Skáley är mycket platt. Öns högsta punkt är 9 meter över havet. 
Inlandsklimat råder i trakten. Årsmedeltemperaturen i trakten är −1 °C.